# Liste der Naturdenkmale in Bad Buchau
| Naturdenkmale | Anzahl |
| ------------- | ------ |
| FND           | 3      |
| END           | 2      |
| Gesamt        | 5      |

Die Liste der Naturdenkmale in Bad Buchau nennt die verordneten Naturdenkmale (ND) der im baden-württembergischen Landkreis Biberach liegenden Stadt Bad Buchau. In Bad Buchau gibt es insgesamt fünf als Naturdenkmal geschützte Objekte, davon drei flächenhafte Naturdenkmale (FND) und zwei Einzelgebilde-Naturdenkmale (END).
Stand: 31. Oktober 2016.

## Flächenhafte Naturdenkmale (FND)
| Name                                        | Bild | Kennung     | Einzelheiten                  | Position | Fläche Hektar | Datum         |
| ------------------------------------------- | ---- | ----------- | ----------------------------- | -------- | ------------- | ------------- |
| Allee an der Straße nach Moosburg           | BW   | 84260130006 | Bad Buchau                    | ⊙        | 1,2           | 25. Sep. 1940 |
| Birkenallee an der Straße nach Oggelshausen | BW   | 84260130004 | Bad Buchau, Oggelshausen      | ⊙        | 2,1           | 25. Sep. 1940 |
| Birkenallee                                 | BW   | 84260780002 | Bad Buchau, Kanzach, Moosburg | ⊙        | 1,5           |               |
| Legende für Naturdenkmal                    |      |             |                               |          |               |               |

## Einzelgebilde (END)
| Name                                         | Bild | Kennung     | Einzelheiten | Position | Fläche Hektar | Datum         |
| -------------------------------------------- | ---- | ----------- | ------------ | -------- | ------------- | ------------- |
| Birkenallee an der Straße nach Oggelshausen  | BW   | 84260130001 | Bad Buchau   | ⊙        | 0,0           |               |
| 3 Blutbuchen in der Gartenstr. 5, Bad Buchau | BW   | 84260130003 | Bad Buchau   | ⊙        | 0,0           | 28. Nov. 1991 |
| Legende für Naturdenkmal                     |      |             |              |          |               |               |